# Los Alacranes (västra Mezquital kommun)
Los Alacranes är en ort i Mexiko.   Den ligger i kommunen Mezquital och delstaten Durango, i den centrala delen av landet, 700 km nordväst om huvudstaden Mexico City. Los Alacranes ligger 1 540 meter över havet och antalet invånare är 133.
Terrängen runt Los Alacranes är kuperad norrut, men söderut är den bergig. Runt Los Alacranes är det mycket glesbefolkat, med 3 invånare per kvadratkilometer. Närmaste större samhälle är San Francisco de Ocotán, 12,9 km öster om Los Alacranes. I omgivningarna runt Los Alacranes växer huvudsakligen savannskog.